# Dyngö
Dyngö es una pequeña isla en el archipiélago de la costa oeste de Suecia, ubicada en la provincia (landskap) de Bohuslän, cerca de la aldea de Fjällbacka. Anteriormente una comunidad de pescadores, la isla tiene ahora  tiene pocos habitantes permanentes o ningún lugar de alojamiento para residentes de verano. En la década de 1950, un residente de verano fue Per Nyström, el entonces gobernador de las provincias de Bohuslän y Gothenburg.